# فريدريك ليونغبرغ

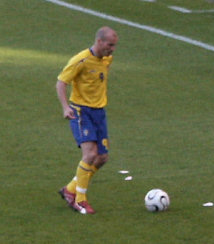
فريدرك ليونبرغ

كارل فريدرك ليونبرغ (بالسويدية: Fredrik Ljungberg)‏، من مواليد 16 أبريل 1977 في فيتسيو في هاسلهوم في السويد، لاعب كرة قدم سويدي، ويلعب مع نادي ويستهام الإنجليزي ومنتخب السويد لكرة القدم.
بدأ ليونبرغ مسيرته الكروية مع نادي هالمستادالسويدي في عام 1994، ولعب معهم لمدة 4 مواسم وشارك خلال تلك الفترة في 79 مباراة وسجل 10 أهداف، وفي عام 1998 انتقل إلى نادي آرسنال الإنجليزي، قبل أن ينتقل في 2007 إلى نادي ويستهام الإنكليزي.
و قد بدأ ليونبرغ مسيرته مع منتخب السويد لكرة القدم في عام 1998، وقد لعب معهم في كأس العالم لكرة القدم 2002 وكأس العالم لكرة القدم 2006.

## مسيرته الكروية
لعب فريدريك ليونغبرغ خلال مسيرته الاحترافية مع 8 أندية في واحد وعشرون موسمًا وسجل خلالها 61 هدفًا ضمن 389 مباراة. حيث فاز في سبعة مواسم بالكأس وفي ثلاثة مواسم بالدوري.
خاض فريدريك ليونغبرغ مسيرته مع نادي هالمستاد في موسم 1994 ليلعب معه خمسة مواسم، مشاركًا في 79 مباراة سجل خلالها 10 أهداف. ثم انتقل إلى نادي أرسنال في موسم 1998–99 ليلعب معه تسعة مواسم، حيث شارك في 214 مباراة سجل خلالها 45 هدفًا. لينتقل بعدها إلى نادي وست هام يونايتد في موسم 2007–08 لمدة موسم واحد، مشاركًا في 25 مباراة سجل خلالها هدفين. ثم انتقل إلى Seattle Sounders (1994–2008) ‏ في عامي 2009-2011 ولمدة موسمين، مشاركًا في 37 مباراة سجل خلالها هدفين أيضًا. هذا وانتقل لاحقًا إلى نادي شيكاغو فاير ما بين عامي 2010 و2011 لمدة موسم واحد، مشاركًا في 15 مباراة سجل خلالها هدفين أيضًا. ثم انتقل بعدها إلى نادي سلتيك في موسم 2010–11 لمدة موسم واحد، مشاركًا في 7 مباريات ولم يسجل أي هدف. ليعود وينتقل من جديد، لكن هذه المرة إلى نادي شيميزو إس-بولس ما بين عامي 2011 و2012 لمدة موسم واحد، مشاركًا في 8 مباريات ولم يسجل أي هدف أيضًا. لينتقل بعدها إلى نادي مومباي سيتي ما بين عامي 2014 و2015 لمدة موسم واحد، مشاركًا في 4 مباريات ولم يسجل أي هدف أيضًا.

## روابط خارجية
- فريدريك ليونغبرغ على موقع الاتحاد الدولي (مؤرشف)  (الإنجليزية)
- فريدريك ليونغبرغ على موقع رابطة كرة القدم اليابانية للمحترفين (اليابانية)
- فريدريك ليونغبرغ على موقع الدوري الأمريكي (الإنجليزية)
- فريدريك ليونغبرغ على موقع قاعدة بيانات كرة القدم.إي يو (الإنجليزية)
- فريدريك ليونغبرغ على موقع ليكيب (الفرنسية)
- فريدريك ليونغبرغ على موقع ناشيونال فوتبول تيمز (الإنجليزية)
- فريدريك ليونغبرغ على موقع Soccerbase.com (لاعب) (الإنجليزية)
- فريدريك ليونغبرغ على موقع Soccerway.com (الإنجليزية)
- فريدريك ليونغبرغ على موقع عالم كرة القدم.نت (الإنجليزية)